# Geometalurgie
Geometalurgia se referă la practica combinării geologiei sau geostatisticii cu metalurgia sau, mai precis, metalurgia extractivă, pentru a crea un model predictiv bazat spațial sau geologic pentru instalațiile de prelucrare a mineralelor. Este folosit în industria mineritului de roci dure pentru managementul riscului și atenuarea în timpul proiectării instalațiilor de prelucrare a mineralelor. De asemenea, este utilizat, într-o măsură mai mică, pentru planificarea producției în zăcămintele de minereu mai variabile.
Există patru componente sau pași importanți pentru dezvoltarea unui program geometalurgic:
- selecția informată geologic a unui număr de probe de minereu
- lucrări de testare la scară de laborator pentru a determina răspunsul minereului la operațiunile unității de prelucrare a mineralelor
- distribuția acestor parametri în întregul zăcământ folosind o tehnică geostatistică acceptată
- aplicarea unui plan de secvență minieră și a modelelor de prelucrare a mineralelor pentru a genera o predicție a comportamentului instalației de procesare